# Mantah I
Mantah I (Manta, Menta) est une localité du Cameroun, située dans la Région du Sud-Ouest et le département de Manyu. Elle est rattachée administrativement à l'arrondissement de Upper Bayang (Tinto Council) et au canton de Betieku.

## Population
D'abord comptabilisés ensemble Mantah I et Mantah II totalisaient 128 habitants en 1953, puis 241 en 1967, des Betieku.
Lors du recensement de 2005, on a dénombré 219 personnes à Mantah I.